# El Picacho, Sultepec
El Picacho är en ort i kommunen Sultepec i delstaten Mexiko i Mexiko. Samhället hade 103 invånare vid folkräkningen 2020.